# Parijs-Tours 1997
De 91ste editie van Parijs-Tours werd verreden op zondag 5 oktober 1997. De wedstrijd startte in Saint-Arnoult-en-Yvelines en eindigde in Tours, en maakte deel uit van de strijd om de wereldbeker. De afstand bedroeg 264 kilometer. Aan de start verschenen 181 renners, van wie 125 de finish bereikten. Andrei Tchmil won de race.

## Uitslag
| Parijs-Tours 1997 (264 km) |                     |                       |          |
| Plaats                     | Naam                | Ploeg                 | Tijd     |
| Winnaar                    | Andrei Tchmil       | Lotto-Mobistar        | 5u23'44" |
| 2                          | Maximilian Sciandri | La Française des Jeux | + 1"     |
| 3                          | Henk Vogels         | GAN                   | + 3"     |
| 4                          | Claudio Camin       | Brescialat-Oyster     | z.t.     |
| 5                          | Ján Svorada         | Mapei-GB              | z.t.     |
| 6                          | Mirko Rossato       | Scrigno-Gaerne        | z.t.     |
| 7                          | Biagio Conte        | Scrigno-Gaerne        | z.t.     |
| 8                          | Aart Vierhouten     | Rabobank              | z.t.     |
| 9                          | Léon van Bon        | Rabobank              | z.t.     |
| 10                         | Luca Gelfi          | Brescialat-Oyster     | z.t.     |

## Overige Belgen
| Rang | Naam               | Land   | Ploeg                       | Tijd     |
| ---- | ------------------ | ------ | --------------------------- | -------- |
| 19   | Peter Van Petegem  | België | TVM-Farm Frites             | z.t.     |
| 38   | Jo Planckaert      | België | Lotto-Mobistar              | z.t.     |
| 39   | Peter Farazijn     | België | Lotto-Mobistar              | z.t.     |
| 52   | Axel Merckx        | België | Polti                       | z.t.     |
| 77   | Johan Verstrepen   | België | Vlaanderen 2002-Eddy Merckx | op 0'54" |
| 80   | Kurt Van De Wouwer | België | Vlaanderen 2002-Eddy Merckx | z.t.     |
| 90   | Wim Feys           | België | Lotto-Mobistar              | op 2'03" |
| 105  | Marc Wauters       | België | Lotto-Mobistar              | op 3'02" |
| 106  | Wilfried Peeters   | België | Mapei-GB                    | z.t.     |
| 107  | Carlo Bomans       | België | Vlaanderen 2002-Eddy Merckx | z.t.     |
| 123  | Ludwig Willems     | België | Lotto-Mobistar              | op 7'07" |
| 124  | Fabian De Waele    | België | Lotto-Mobistar              | op 8'24" |

1896 · 
1897-1900 · 
1901 · 
1902-1905 · 
1906 · 
1907 · 
1908 · 
1909 · 
1910 · 
1911 · 
1912 · 
1913 · 
1914 · 
1915-1916 · 
1917 · 
1918 · 
1919 · 
1920 · 
1921 · 
1922 · 
1923 · 
1924 · 
1925 · 
1926 · 
1927 · 
1928 · 
1929 · 
1930 · 
1931 · 
1932 · 
1933 · 
1934 · 
1935 · 
1936 · 
1937 · 
1938 · 
1939 · 
1940 · 
1941 · 
1942 · 
1943 · 
1944 · 
1945 · 
1946 · 
1947 · 
1948 · 
1949 · 
1950 · 
1951 · 
1952 · 
1953 · 
1954 · 
1955 · 
1956 · 
1957 · 
1958 · 
1959 · 
1960 · 
1961 · 
1962 · 
1963 · 
1964 · 
1965 · 
1966 · 
1967 · 
1968 · 
1969 · 
1970 · 
1971 · 
1972 · 
1973 · 
1974 · 
1975 · 
1976 · 
1977 · 
1978 · 
1979 · 
1980 · 
1981 · 
1982 · 
1983 · 
1984 · 
1985 · 
1986 · 
1987 · 
1988 · 
1989 · 
1990 · 
1991 · 
1992 · 
1993 · 
1994 · 
1995 · 
1996 · 
1997 · 
1998 · 
1999 · 
2000 · 
2001 · 
2002 · 
2003 · 
2004 · 
2005 · 
2006 · 
2007 · 
2008 · 
2009 · 
2010 · 
2011 · 
2012 · 
2013 · 
2014 · 
2015 · 
2016 · 
2017 · 
2018 · 
2019 ·
2020 ·
2021 ·
2022 ·
2023 ·
2024 ·